# Геометрическое место точек
Геометри́ческое ме́сто то́чек (ГМТ) — математический термин, употребляется для определения геометрической фигуры как множества точек, обладающих некоторым свойством.

## Примеры
- Серединный перпендикуляр к отрезку есть геометрическое место точек, равноудалённых от концов отрезка.
- Окружность есть геометрическое место точек, равноудалённых от данной точки, называемой центром окружности.
  - Также геометрическое место точек, из которых данный отрезок виден под прямым углом.
  - Ещё одно определение — геометрическое место точек, отношение расстояния от которых до двух данных точек постоянно и не равно 1 (иначе это серединный перпендикуляр), см. окружность Аполлония.
- Парабола есть геометрическое место точек, равноудалённых от точки (называемой фокусом) и прямой (называемой директрисой).
- Биссектриса есть геометрическое место точек, равноудалённых от сторон угла и лежащих внутри него[1].

## Определение
Геометрическим местом точек (ГМТ) называется множество точек, обладающих определённым характеристическим свойством. Иными словами, этим свойством должны обладать все точки ГМТ и только они. Чтобы определить (например, построить циркулем и линейкой) точки, удовлетворяющие набору из нескольких свойств, обычно строят геометрические места точек, удовлетворяющих этим свойствам по отдельности, а затем находят их пересечение.  Преимущество такого подхода состоит в том, что большинство геометрических мест хорошо изучено и известно заранее. 
Иногда для определения точки достаточно построить всего одно геометрическое место, потому что другое явно задано в условии задачи. Знание геометрических мест иногда позволяет сразу видеть, где находится неизвестная точка. 
Термин "геометрическое место точек" в отечественной литературе появился ещё в XIX веке, метод геометрических мест для решения задач на построение подробно разобран в геометрических пособиях того времени (А. А. Александров, "Сборник геометрических задач на построение", Е. М. Пржевальский, "Собрания геометрических теорем и задач"), а также в переводных книгах. 
В англоязычной литературе используется аналогичный латинский термин locus, означающий "место".